# Ducado de Varsóvia
O Ducado de Varsóvia (em polonês/polaco:  Księstwo Warszawskie; em francês:  Duché de Varsovie; em alemão:  Herzogtum Warschau) foi um Estado polonês criado por Napoleão Bonaparte em 1807 a partir de território cedido pelo Reino da Prússia, nos termos dos tratados de Tilsit.
Após a fracassada invasão do Império Russo por Napoleão, o ducado foi ocupado por tropas prussianas e russas até 1815, quando foi oficialmente partilhado entre o Reino da Prússia e o Império Russo, no Congresso de Viena.

## Território
Nos termos dos Tratados de Tilsit (1807), o ducado de Varsóvia foi constituído por territórios cedidos pela Prússia, obtidos na segunda e na terceira Partições da Polónia. Daí, excluíram-se Danzigue (Gdańsk) (que se tornou a República de Danzigue sob proteção conjunta da França e da Saxônia) e o distrito de Białystok (que se tornou parte integrante da Rússia). Adicionalmente, o novo estado obteve as áreas ao longo do rio Noteć e na região de Chełmno.
O ducado tinha uma área de cerca de 104 000 km², com uma população de aproximadamente 2 600 000 habitantes, na sua grande maioria de etnia polaca.
Em 1809, após uma breve guerra com a Áustria, e nos termos do Tratado de Schönbrunn, o Ducado de Varsóvia, obteve novos territórios, que compreendiam a Galícia Ocidental e as áreas de Zamość e Cracóvia, territórios esses que haviam sido anexados pela Àustría no decurso da terceira Participação da Polônia.
O ducado teve, então, um significativo aumento quer na área (passou para 155 000 km²), quer na população (aproximadamente 4 300 000 habitantes).
|                                         |                                         |
| Mapa do Ducado de Varsóvia (1807-1809). | Mapa do Ducado de Varsóvia (1809-1815). |

### Os Departamentos
O Ducado estava dividido em vários "Departamentos", cada um com o nome da respectiva capital. Inicialmente eram seis:
- Departmento de Varsóvia (em polonês/polaco:  Departament warszawski)
- Departmento de Poznań (em polonês/polaco:  Departament poznański)
- Departmento de Kalisz (em polonês/polaco:  Departament kaliski)
- Departmento de Bydgoszcz (em polonês/polaco:  Departament bydgoski)
- Departmento de Płock (em polonês/polaco:  Departament płocki)
- Departmento de Łomża (em polonês/polaco:  Departament łomżyński)

Com os territórios adicionais adquiridos em 1809, foram organizados quatro outros departamentos:
- Departmento de Kraków (em polonês/polaco:  Departament krakowski)
- Departmento de Lublin (em polonês/polaco:  Departament lubelski)
- Departmento de Radom (em polonês/polaco:  Departament radomski)
- Departmento de Siedlce (em polonês/polaco:  Departament siedlecki)

## O fim do Ducado

### A Campanha de Napoleão contra a Rússia

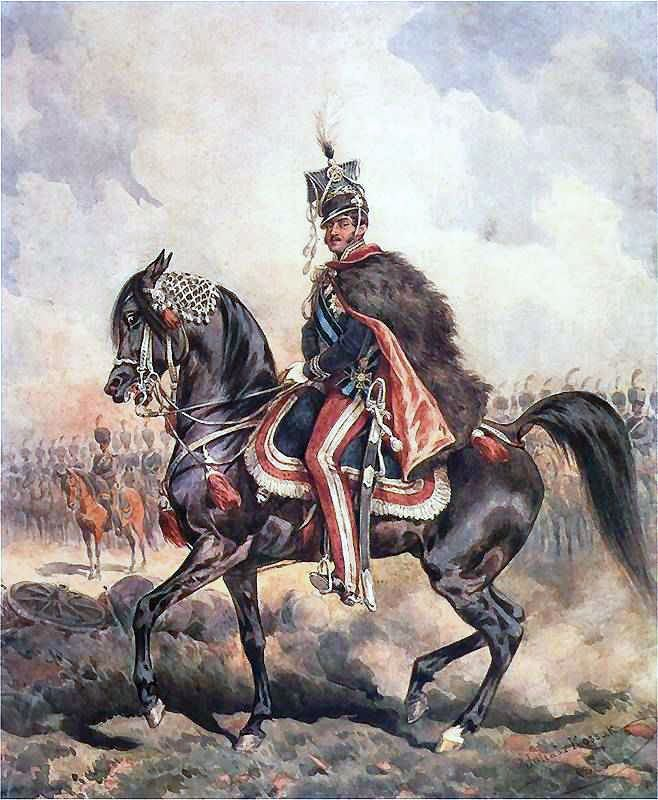
O príncipe Józef Poniatowski, comandante em chefe das forças do Ducado de Varsóvia, por Juliusz Kossak.

Os polacos esperavam em 1812 que o Ducado se convertesse num reino durante a campanha de Napoleón contra a Rússia, com a união dos territórios libertados do Grão-Ducado da Lituânia, estado historicamente confederado com a Polónia (ver Comunidade da Polónia-Lituânia). Apesar de Napoleão chamar o ataque à Rússia como Segunda Guerra Polacaele não tomou qualquer decisão permanente a esse respeito.
O Grande Armée de Napoleão, incluindo um substancial contingente de tropas polacas, pôs-se em marcha com a ambição de colocar o império russo de joelhos, mas as suas ambições militares foram frustradas pela combinação da resistência russa e dum inverno inverno rigoroso; poucos voltaram das marchas até Moscou. 
Após a derrota de Napoleão a leste, a maior parte do território do Ducado de Varsóvia foi conquistado pela Rússia em janeiro de 1813, no seu avanço até França, e pelos seus aliados alemães. O resto do Ducado passou para a Prússia. Apesar de várias fortalezas aliadas resistirem por mais de um ano, a existência do  Estado acabou pelo menos no nome. Alexandre I da Rússia criou um Conselho Supremo Provisional do Ducado de Varsóvia para governar na área através dos generais.

### O Congresso de Viena e a Quarta Partição
Apesar de muitos Estados europeus e ex-soberanos terem estado representados no Congresso de Viena em 1815, o poder de decisivo encontrava-se nas mãos das maiores potências. Era inevitável que a Prússia e a Rússia repartissem entre elas e de forma eficaz, a Polónia; a Áustria manteve mais ou menos os territórios obtidos na Primeira Partição de 1772.
A Rússia conservou todos os territórios obtidos nas três partições anteriores, junto com Białystok e a região circundante que obtivera em 1807.
A Prússia recuperou o território obtido na Primeira Partição, e que fora obrigada a ceder em 1807 para a constituição do Ducado de Varsovia. Recuperou também a região da Grande Polónia, com a qual constituiu o Grão-Ducado da Posnânia, parte do território obtido na Segunda Partição, que também perdera em 1807. Estes territórios somavam uma área aproximada de 29 000 km².
A cidade de Cracóvia e os territórios circundantes (que anteriormente tinham sido incluídos no Ducado de Varsóvia), constituiu uma semi-independente Cidade Livre de Cracóvia, sob a proteção dos seus três poderosos vizinhos. Os territórios da cidade alcançavam cerca de 1 164 km², com uma população de cerca de 88 000 habitantes. A cidade acabou por ser anexada pela Áustria em 1846, tornando-se no Grão-Ducado de Cracóvia.
Por último, o grosso do Ducado de Varsóvia, com cerca de 128 000 km² de área, acabou por se converter na "Reino do Congresso" da Polónia, em união pessoal com o Império russo, com uma autonomia que perdurou até 1831, ano em que foi anexado pela Rússia.

### Legado do Ducado
O Ducado de Varsóvia foi apenas um dos vários Estados criados durante a dominação de Napoleão na Europa, e que desapareceu com a sua queda. Foi estabelecido uma década depois da Segunda e Terceira Partições da Polónia que tinha a finalidade de fazer desaparecer aquele país do mapa, e que fez reviver as esperanças dos nacionalistas no renascimento de um Estado polaco. Mesmo com a derrota de Napoleão, continuou a existir, embora sob dominação russa: a Polônia do Congresso. Assim, a existência de um estado polaco perfeitamente identificável foi uma realidade por mais de um quarto de século.
Quando a República da Polónia se estabeleceu após a Primeira Guerra Mundial, as suas fronteiras iniciais eram similares às do Ducado que a precederam um século antes.
Por ocasião do 200.º aniversário da criação do Ducado, foram levadas a cabo múltiplas celebrações comemorativas em Varsóvia, entre elas una parada militar franco-polaca com a presença do presidente Sarkozy.

## Lista de Governantes

### Lista dos Duques de Varsóvia
- 1807-1815 - Frederico Augusto I, rei da Saxónia, duque de Varsóvia

### Lista dos Primeiro Ministros
- 1807 - Stanisław Małachowski
- 1807 - 1808 - Ludwik Szymon Gutakowski
- 1808 - 1809 - Józef Poniatowski
- 1809 - 1815 - Stanisław Kostka Potocki

## Ducado ou Grão-Ducado?
O Ducado é, por vezes, erradamente chamado de "Grão-Ducado de Varsóvia". Contudo, em francês, língua diplomática desse tempo e idioma oficial do Primeiro Império Francês, sempre foi designado como ducado.
O Artigo 5 do Tratado de Tilsit, que criou o estado, a Convenção que o transferiu para o Reino da Saxônia, e o Artigo 1 da Acta do Congresso de Viena, que o aboliram, refere-se sempre em francês como o Duché de Varsovie.
De modo similar, a Constituição também se refere a este Estado em alemão como Herzogtum Warschau, e nas moedas então cunhadas pode ler-se a inscrição em latim FRID·AVG·REX SAX·DVX VARSOV· (Fridericus Augustus, Rex Saxoniæ, Dux Varsoviæ - Frederico Augusto, Rei da Saxónia, Duque de Varsóvia).